# 더우들랜즈

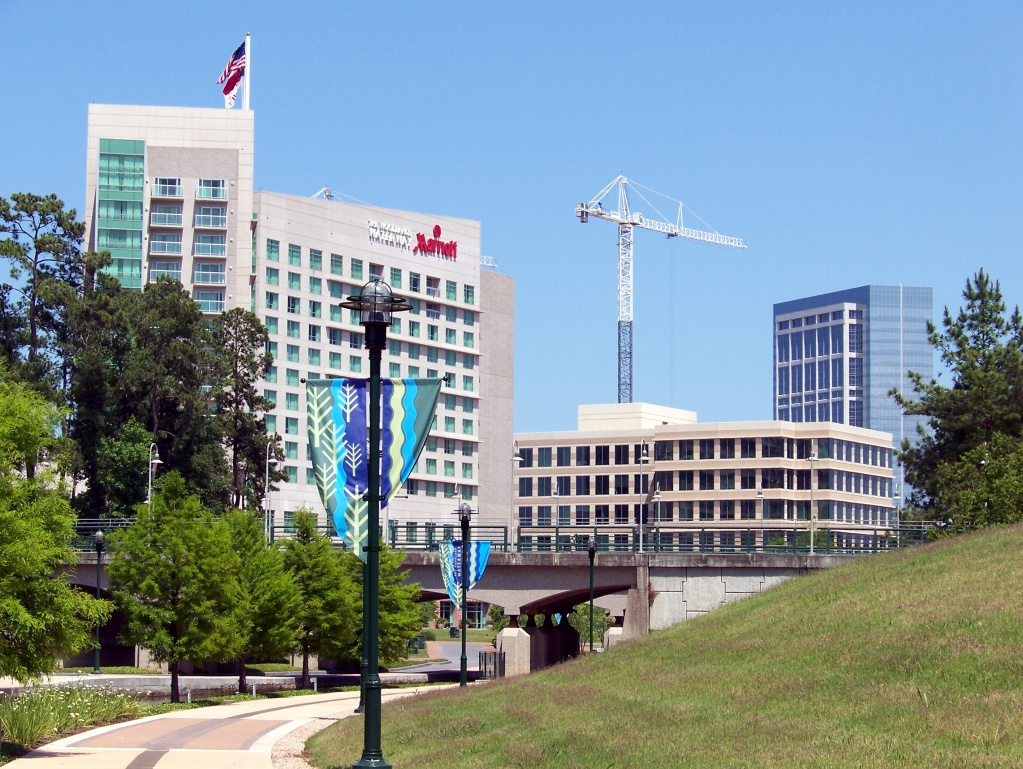

더우들랜즈(영어: The Woodlands)는 미국 텍사스주 몽고메리군과 해리스군에 걸쳐 있는 계획 도시로, 휴스턴-더우들랜즈-슈가랜드에 속한다. 2010년 인구 조사에서 인구는 93,847명이며, 2000년 조사 당시 55,649명보다 크게 증가했다. 2021년 인구 조사에서 인구는 119,000명이다.